# Elektra
Elektra (grško Ήλέκτρα) je lik iz grške mitologije, hči kralja Agamemnona in njegove žene Klitajmnestre, ki spravi na varno svojega brata Oresta ob družinski tragediji, ko Klitajmnestra s pomočjo ljubimca Ajgista ubije Agamemnona. V tem dogodku zarotnika prizaneseta Elektri, ona pa skrije Oresta in ga spravi iz Miken. Nato dolgo let živi v revščini in samoti. Orest se kasneje vrne in na Apolonovo pobudo ter z Elektrino pomočjo maščuje očetovo smrt tako, da ubije Klitajmnestro. Elektra se po tistem poroči z Orestovim prijateljem Piladom, s katerim ima sinova Medona in Strofija.
Ohranjenih je mnogo različic zgodbe o Agamemnonovi družini in sama Elektra je eden najbolj priljubljenih likov starogrških tragedij. Med drugim je glavna oseba v istoimenskih Sofoklejevi in Evripidovi tragediji, njeno zgodbo pa pripovedujejo tudi drame drugih antičnih in kasnejših piscev, kot so Ajshil, Vittorio Alfieri in Voltaire. Posebej vplivni sta Sofoklejeva in Ajshilova interpretacija. Po Ajshilu je Elektra, ki nadvse želi pravico in čistost, orodje v rokah bogov, po Sofokleju pa ima več svobodne volje, a je vseeno postavljena pred nemogoče odločitve. Med bolj znanimi priredbami je še istoimenska opera Richarda Straussa iz leta 1909, ki je nastala po libretu Huga von Hofmannsthala.
Carl Jung je v svoji knjigi Teorija psihoanalize uvedel pojem elektrin kompleks kot ustreznico ojdipovega kompleksa pri ženskah, fazo psihoseksualnega razvoja deklic, v kateri hči tekmuje z materjo za očeta.